# Piledriver
Piledriver – piąty album angielskiego zespołu Status Quo.

## Lista utworów
| 1. | „Don't Waste My Time” (Rossi/Young)                | 4:22  |
|    |                                                    |       |
| 2. | „Oh Baby” (Rossi/Parfitt)                          | 4:39  |
|    |                                                    |       |
| 3. | „A Year” (Lancaster/Frost)                         | 5:51  |
|    |                                                    |       |
| 4. | „Unspoken Words” (Rossi/Young)                     | 5:06  |
|    |                                                    |       |
| 5. | „Big Fat Mama” (Rossi/Parfitt)                     | 5:53  |
|    |                                                    |       |
| 6. | „Paper Plane” (Rossi/Young)                        | 2:52  |
|    |                                                    |       |
| 7. | „All the Reasons” (Parfitt/Lancaster)              | 3:42  |
|    |                                                    |       |
| 8. | „Roadhouse Blues” (Jim Morrison – cover The Doors) | 7:26  |
|    |                                                    |       |
|    |                                                    | 39:51 |
|    |                                                    |       |

## Twórcy
- John Coghlan – perkusja
- Alan Lancaster – gitara basowa, gitara, śpiew
- Rick Parfitt – gitara rytmiczna, keyboard, śpiew
- Francis Rossi – gitara prowadząca, śpiew